# Подлужье (Мстиславский район)
Подлужье (бел. Падлужжа) — агрогородок в Мстиславском районе Могилёвской области Республики Беларусь. Административный центр Красногорского сельсовета.

## География
Агрогородок находится в северо-восточной части Могилёвской области, в пределах Оршанско-Могилёвской равнины, вблизи государственной границы с Российской Федерацией, на правом берегу реки Сож, на расстоянии примерно 10 километров (по прямой) к юго-востоку от Мстиславля, административного центра района. Абсолютная высота — 152 метра над уровнем моря.

## История
В конце XVIII века село входило в состав Мстиславского воеводства Великого княжества Литовского. Имелась православная церковь.
Согласно «Списку населенных мест Могилёвской губернии» 1910 года издания населённый пункт входил в состав Казимирово-Слободской волости Мстиславского уезда Могилёвской губернии. В Подлужье имелось 32 двора и проживало 328 человек (170 мужчин и 158 женщин).

## Население
По данным переписи 2009 года, в агрогородке проживало 303 человека.